# Mansa Mahmud II
Mansa Mahmud II, död 1496, var en afrikansk härskare. Han var mansa, monark, i Maliriket mellan cirka 1481 och 1496.